# 戈登·柴尔德
维尔·戈登·柴尔德（英語：Vere Gordon Childe，1892年4月14日—1957年10月19日），澳大利亚考古学家，主要研究欧洲史前史。虽然是澳大利亚人，但他一生主要在英国渡过，先后在爱丁堡大学和伦敦大学学院考古研究所任职。柴尔德对考古学理论做出了巨大贡献，早年持文化-历史考古学的观点，被看作这一考古学派的开创者；后来他又改持马克思主义考古学的观点，成为这一学派在西方最早的代表人物；他甚至对他死后产生的过程主义考古学和后过程主义考古学也有着不可忽视的贡献。他的一生著作等身，著书二十六部。
柴尔德出生于悉尼的一个中产阶级英国移民家庭。他曾在悉尼大學学习古典學，之后前往英国牛津大学学习古典考古学。他在牛津开始参与社会主义运动，参加反对一战的活动，认为一战是帝国主义之间因损害欧洲工人阶级利益的竞争而引发的冲突。1917年，25岁的柴尔德回到澳大利亚，但因为他有社会主义倾向，而被禁止进行学术工作，于是他开始为工党工作，成为了约翰·斯托里的私人秘书。但他渐渐的对工党感到不满，于是开始写书分析他们的政策、加入了极左翼组织：世界产业工人。1921年他搬回英国，来到伦敦，在皇家人类学学会当图书管理员，期间他游历欧洲，继续研究欧洲大陆的史前史，在学术期刊、书籍上发表了他的研究发现。这段日子里，他把考古学文化的概念（通过反复出现的人工制品组合来界定不同的群体），从欧洲大陆介绍到了英国考古学界。
1927-46年，他在爱丁堡大学担任考古学教授、1946-57年在伦敦大学考古研究所当所长。这三十年间，他负责了苏格兰和北爱尔兰的考古发掘，通过发掘斯卡拉布雷新石器时代的聚落遗址、梅肖韦古墓和阔伊内斯石室来研究新石器时代的奥克尼社会，发表了大量文章，出版了许多发掘报告、期刊论文和专著。1934年，他和斯图尔特·皮戈特和格雷厄姆·克拉克共同创办了史前学会，并担任第一任主席。作为一个坚定的社会主义者，他接受了马克思主义，并不再用历史-文化的方法，而改将历史唯物主义作为考古资料的解释框架。他成为了苏联的同情者，去了4次，但匈牙利1956年革命后，他开始怀疑苏联外交政策。虽然柴尔德多次被受邀到美国演讲，但他的信仰导致他在法律上被禁止进入美国。退休后，他回到澳大利亚的藍山，在那里结束了自己的生命。
柴尔德是20世纪最知名、被引用最广泛的考古学家之一；是将局部的区域研究，同整个近东-欧洲史前史的大背景相结合的集大成者。他还强调革命性技术和经济发展在人类社会中的作用，例如新石器革命和城市革命，反映了马克思主义关于社会发展的思想对他的影响。虽然他的许多论断后来都被推翻了，但他在考古界仍倍受尊重。

## 早年生活

### 家庭、童年：1892年－1910年
戈登·柴尔德于1892年4月14日出生于澳大利亚悉尼，父母都是英裔的中产阶级移民。其父名叫斯蒂芬·亨利·柴尔德神甫（1844-1923），是一名英国聖公宗的神甫的儿子，1867年剑桥大学获得学士学位后加入了英格蘭教會，之后成为了一名教师，1871年与玛丽·艾伦·拉奇福德（Mary Ellen Latchford）结婚，育有五个孩子。二人1878年移居澳大利亚，但不久玛丽便去世了。1886年11月22日，斯蒂芬·柴尔德二婚娶了哈丽特·伊丽莎戈登（1853-1910），戈登·柴尔德即是他俩的独子。戈登·柴尔德的母亲是一位从小就移居澳大利亚的英国女子，御用大律師亚历山大·戈登（1815-1903）的女儿，御用大律師、最高法院法官亚历山大·戈登爵士（1858-1942）的姐姐。
戈登·柴尔德的父亲在西悉尼藍山的溫特沃斯瀑布小镇有一件间豪华的乡间别墅：丰特奈尔木屋（the Chalet Fontenelle），戈登·柴尔德在那里与五个同父异母的兄弟姐妹一起长大。戈登·柴尔德的父亲曾在圣托马斯教区做牧师，但并不怎么受欢迎，经常与教区的人争吵，还会突然休假。
戈登·柴尔德小时候体弱多病，在家中接受了几年的教育后，在北悉尼上了私立学校。1907年进入悉尼英格兰教会文法学校，1909年通过初等入学资格考试（Junior Matriculation），1910年通过高等入学资格考试（Senior Matriculation）。他在学校学习了古代历史、法语、希腊语、拉丁语、地理、代数和三角学，各科成绩都很优异，但却总因为相貌和体弱多病被欺负。1910年7月母亲去世后，父亲就很快又再婚了。戈登·柴尔德与父亲的关系很紧张，特别是在母亲去世后，在宗教和政治上也存在分歧：他父亲是虔诚的基督徒和保守主义者，但他却是一名无神论者和社会主义者。

### 大学时期：1911年－1917年
1911年，柴尔德在悉尼大学攻读古典學学位，虽然主攻文献，但也通过考古学家海因里希·施利曼和阿瑟·埃文斯的工作，接触到了古典考古学。大学时，他加入了辩论社，积极参加活动，主张“社会主义合情合意（socialism is desirable）”。随着对社会主义越来越感兴趣，他开始阅读马克思、恩格斯乃至黑格尔的著作。他在学校结识了伊瓦特（后来成为法官、政治家），两人成为了毕生挚友。1913年柴尔德完成了学业，于次年毕业，获得了多种荣誉和奖项，包括弗朗西斯·安德森教授的哲学奖。
毕业后，柴尔德打算继续深造。他获得了200英镑库珀古典学研究生奖学金，得以支付英格兰牛津大学王后学院的学费。一战爆发后不久的1914年8月，他乘坐奥尔绍瓦号远洋邮轮前往普利茅斯。在王后学院，柴尔德先攻读古典考古学文凭（diploma），之后又攻读高級人文學科学位（degree），虽然前者最终没有完成。在那里，他师从约翰·比兹利和阿瑟·埃文斯，后者成为了其论文指导老师。1915年，他在《希腊研究杂志》上发表了第一篇学术文章：《明洋陶器的年代和起源》，次年发表了文学学士论文《印欧人对史前希腊的影响》，表现出了对结合语言学与考古学证据的学术兴趣。
在牛津期间，柴尔德积极参与社会主义运动，引起了保守的大学当局的反感。1915年他加入了牛津大学费边社 （左翼改良主义社团，1915年脱离费边社，改名为牛津大学社会主义社团）。其室友杜特是一名狂热的社会主义者和马克思主义者，二人十分要好，经常一起半夜出去喝酒，互相提问历史知识。此时英国卷入一战，尽管政府强制征兵，许多社会主义者还是拒绝为英军战斗。他们认为，欧洲的帝国主义国家的统治阶级，正在以牺牲工人阶级为代价，为了自己的利益发动战争。这些社会主义者认为阶级斗争是他们惟一需要关心的。杜特就因拒绝服役被捕，柴尔德参加了要求释放他和其他社会主义者以及其他信奉和平主义的良心拒服兵役者的运动。不过柴尔德从来没有被要求入伍，可能是由于他的健康状况和视力不佳。然而他的反战情绪还是引起了当局的注意，情报机构軍情五處对他进行了调查，信件被截获、生活被监视。

### 回到澳大利亚：1918年－1921年

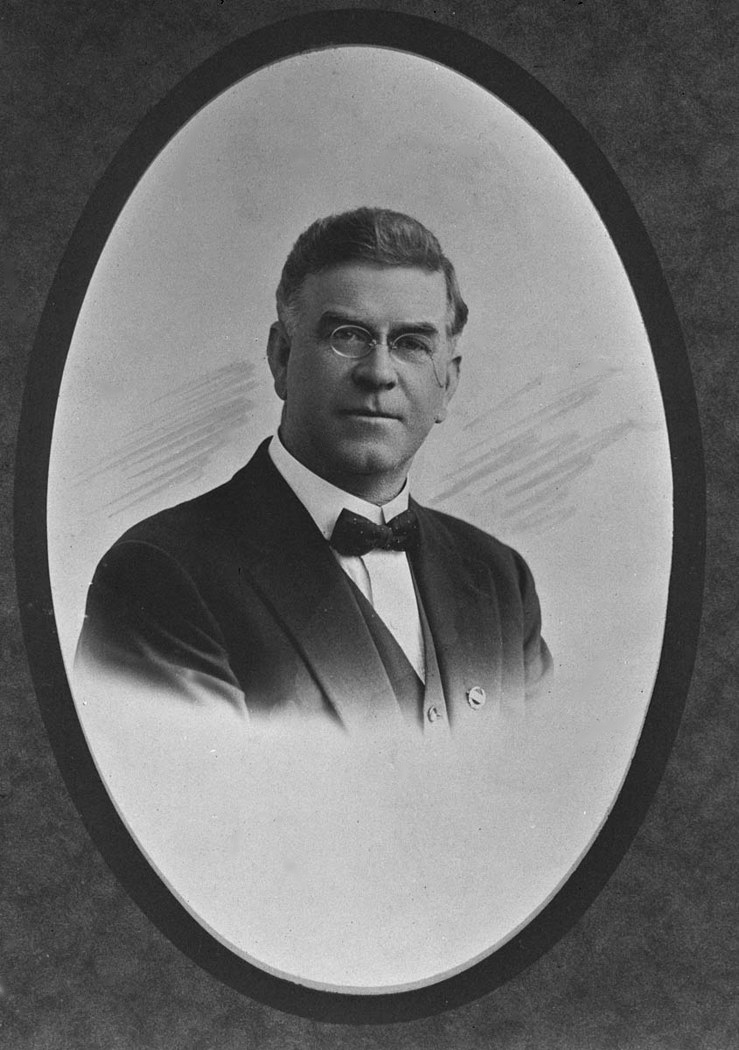
1919到1921年，柴尔德担任左翼政治家约翰·斯托里的私人助理

1917年8月，柴尔德回到澳大利亚。作为一名著名的社会主义鼓动者，他被安全部门置于监控之下，邮件也受到监视。1918年，他成为悉尼大學圣安德鲁学院的高级住校教师，并加入了悉尼的社会主义和反征兵运动。1918年复活节，澳大利亚民主监督反战联合会（Australian Union of Democratic Control for the Avoidance of War）组织召开第三届州际和平大会（Inter-State Peace Conference）反对总理比利·休斯提议的征兵计划，柴尔德在会上进行了发言。大会具有强烈的社会主义倾向，大会报告认为结束世界大战的最好办法就是“废除资本主义”。柴尔德参加这次会议的事情传到了圣安德鲁学院院长的耳朵里后，尽管遭很多员工反对，但他还是勒令柴尔德辞职。
之后同事们帮柴尔德在悉尼大学辅导教学部门（the Department of Tutorial Classes）谋得一份古代史教师的工作，但是校監威廉·库伦怕他给学生们传播社会主义思想便开除了他。左翼团体认为这是对其公民权利和政治权利的粗暴干涉，中间偏左政治家威廉·麦凯尔和T·J·史密斯把这个问题提交到了澳大利亚议会，史密斯发表演讲支持柴尔德，虽然演讲非常详尽且富有感染力，但仍是徒劳无功。1918年10月，柴尔德搬到昆士兰州马里伯勒，在马里伯勒男子文法学校找了一份教拉丁语的工作，P·R·斯蒂芬森就是他那时的学生。在这里人们也都知道他的政治倾向，遭到了来自当地保守组织与《马里伯勒纪事报》的反对，导致他受到一些学生的辱骂，很快就辞职了。
柴尔德意识到大学当局不会让他从事学术事业，于是开始在左翼运动中寻找工作机会。1919年8月，他成为了政治家约翰·斯托里（中间偏左的工党的显赫人物，该党是当时的新南威尔士的民族主义党政府的反对党）私人秘书和演讲撰稿人。1920年，斯托里在新南威尔士立法会代表悉尼的郊区巴尔梅恩区，工党获得选举胜利后，他成为该州州长。在工党工作让柴尔德更加深入地了解了它的运作方式；然而了解越是深入，他对工党地批评越甚，认为这些人一旦当选，就会背弃社会主义理想，转为中间派、亲资本主义的立场。他加入了当时被澳大利亚禁止的极端左翼组织的世界产业工人。1921年，斯托里将柴尔德派往伦敦，让英国媒体了解新南威尔士的最新发展。但斯托里12月去世后，新南威尔士重新选举，州政府回到了乔治·福勒领导下的民族主义党。福勒觉得柴尔德的工作没有什么必要，便在1922年解雇了他。

### 重返伦敦的生活和早期著作：1922年－1926年
由于在澳大利亚找不到学术工作，柴尔德回到了英国，在中倫敦布卢姆茨伯里租了一间房，大部分时间都在大英博物馆和皇家人类学学会图书馆搞研究。柴尔德是伦敦社会主义运动的活跃成员，与伦敦蘇豪區杰拉德街1917俱乐部的左翼分子有联系。他结识了许多大不列颠共产党的马克思主义成员，并为他们的出版物《劳动月刊》做出了贡献，但他还没有公开接受马克思主义。作为一名史前史学家，他获得了良好的声誉，被邀请到欧洲其他地区研究史前文物。1922年，他应邀去奥地利維也納研究了自然史博物馆史前部收藏的未发表的材料（来自布科維納Schipenitz的新石器时代库库特尼-特里波利耶文化的彩陶），次年在《皇家人类学研究所学报》上发表了他的发现；柴尔德还顺便参观了捷克斯洛伐克和匈牙利的博物馆，在《人类》上发表了一篇文章，使它们引起了英国考古学家的注意。同年回到伦敦后，柴尔德开始给约翰·辛普森和弗兰克·格雷等三名国会议员当私人秘书，他们都是中左的自由党成员。此外，柴尔德还在羅德里奇出版社做翻译，偶尔也到倫敦政治經濟學院做史前史讲座，兼职赚钱贴补收入。。
1923年，伦敦工人公司出版了他的第一部著作：《工党是如何执政的》，考察了澳大利亚工党和它与澳大利亚工人运动的联系。这本书反映了柴尔德的对工党的失望，认为这些政治家一旦当选，就会背弃他们的社会主义理想，而寻求个人享受。写柴尔德传记的作家莎莉·格林注意到，《工党是如何执政的》在当时意义非凡，因为它出版时，正是英国工党成为英国政治的主要参与者、威胁保守黨和自由党两党的统治地位的时候（1923年英國大選工党组成了他们的第一届政府）。柴尔德计划出版续集以扩展他的想法，但未曾发表过。
1923年5月，他又前往参观了洛桑、伯尔尼和苏黎世的博物馆，研究他们的史前文物收藏，同年他成为皇家人类学学会会员。1925年，他当上了学会图书的管理员，那是全英国少数几个考古学工作之一，期间他与全欧洲的学者巩固了联系。他的工作使他在英国考古界的小圈子里很出名；他和地形測量局的考古人员O·G·S·克劳福德成了很好的朋友，并影响克劳福德向社会主义和马克思主义的迈进。
1925年，基根·保罗，特伦奇，特鲁布纳公司（Kegan Paul, Trench, Trübner & Co）出版了柴尔德的第二本书：《欧洲文明的曙光》，在书中他综合了这些年他发掘的关于欧洲史前史的资料。在当时全欧的职业考古学家都很少的情况下，这本书的出版十分重要。当时大多数博物馆都只关注自己的地区，而《曙光》则是在当时罕见得综合研究了整个大陆的整体。这本书的重要性还在于，它把考古学文化的概念从大陆介绍到了英国，并因此推动了文化-历史考古学的发展。柴尔德之后称该书“试图从考古文物中提取出人类在发明文字以前的政治军事史。这些传统的政治军事史以文化而非政治家为主导，以人类迁居取代战争在文明史上的作用”。1926年，他又出版了《雅利安人：印欧人起源的研究》，提出了一个理论：文明是从近东经由雅利安人（一个印欧语系族群）向北、西扩散到欧洲的。之后，由于德国纳粹党把“雅利安人”用作种族主义用途，导致柴尔德后来总是避开提到这本书。在这些著作中，柴尔德采取了一种适度的傳播论，认为文化发展从一个地方扩散到其他地方，而不是在许多地方独立发展。不过相比于格拉夫顿·史密斯的极端传播论，柴尔德认为尽管大多数文化特征都是从一个社会传播到另一个社会的，但也不排除在不同地方发展出相同文化特征的可能。

## 中晚年生活

### 阿伯克罗比考古学教授：1927年－1946年
1927年，苏格兰爱丁堡大学请柴尔德担任“阿伯克罗比”考古学教授（为纪念史前史学家阿伯克罗比爵士而设立的新职位），虽然他不想离开伦敦，但还是接下了工作，在9月搬到了爱丁堡，35岁的柴尔德成为了苏格兰唯一一个教史前史的学者。然而许多苏格兰考古学家并不不喜欢他，认为他是外地人，不懂苏格兰史前史，柴尔德在一封给朋友的信中写道：“我住在仇恨和嫉妒的气氛里。”不过柴尔德还是在爱丁堡交了许多朋友，比如考古学家华威·林赛·斯科特（W. Lindsay Scott）、亚历山大·柯、J·G·卡伦德（J. G. Callender）、沃尔特·格兰特（Walter Grant）等等。也有不是考古学家的，如物理学家查尔斯·达尔文，柴尔德还当了他小儿子的教父。一开始他住在利伯顿，后来就搬到了爱格林顿新月楼（Eglington Crescent）的半长期旅馆德维尔酒店（Hotel de Vere）。
在爱丁堡大学期间，柴尔德更加专注于研究而非教学。据说他对他的学生都很好，但不擅长面对大量的听众；许多学生认为他的理学学士学位课程在考古学上是反年代学的，先讲更近的铁器时代，然后再讲更早的旧石器时代。他成立了爱丁堡史前史联盟，带着他充满热情的学生进行发掘，并邀请客座讲师来参观。他很早就支持实验考古，还让学生参与实验，1937年用这个方法研究了几座英国北部铁器时代堡垒明显的玻璃化过程。
柴尔德经常去伦敦拜访朋友，比如斯图尔特·皮格特（另一个有影响力的英国考古学家、接替柴尔德担任爱丁堡大学阿伯克罗比教授的）、格雷厄姆·克拉克，柴尔德对克拉克很好，也很鼓励他的研究，他们三人入选了东英吉利史前学会委员会。在克拉克的建议下，1935年他们运用他们的影响力，将委员会发展为全国性的组织：史前学会，柴尔德被选举为主席。之后学会成员迅速增多，1935年时成员只有353名，1938年时就发展到了668名。
柴尔德大部分时间都在欧洲大陆，参加了许多会议，学习了多种欧洲语言。1935年，他第一次来到苏联时，在圣彼得堡和莫斯科待了12天，对社会主义国家产生了深刻印象，对苏联考古学的社会角色产生了浓厚兴趣。回到不列颠后，他成了苏联的同情者，并如饥似渴地阅读英共的《晨星报》，尽管他对苏联的某些政策持批评态度，尤其是和納粹德國签的苏德互不侵犯条约。因为他信仰社会主义，所以他是最早谴责欧洲法西斯主义的一批人，对纳粹利用史前考古学来强行美化他们发明的“雅利安人种族遗产”这一概念十分反感。他支持英国政府在二战中打击法西斯势力，而且认为自己很有可能在黑皮书上，于是决心一旦纳粹攻陷英国就投河自尽。虽然他反对法西斯德国和意大利，但也批评英国和美国的帝国主义和资本主义政府：他反复将后者形容为充满了“又讨厌又阴险贪婪的法西斯主义者”（loathsome fascist hyenas）。不过他1936年还是去了美国，在哈佛大学建校300周年的艺术科学大会上发表了演讲，哈佛还授予了他名誉文学博士学位；1939年第二次去美国时，他在哈佛、加利福尼亞大學柏克萊分校和宾夕法尼亚大学做了讲座。

#### 考古发掘

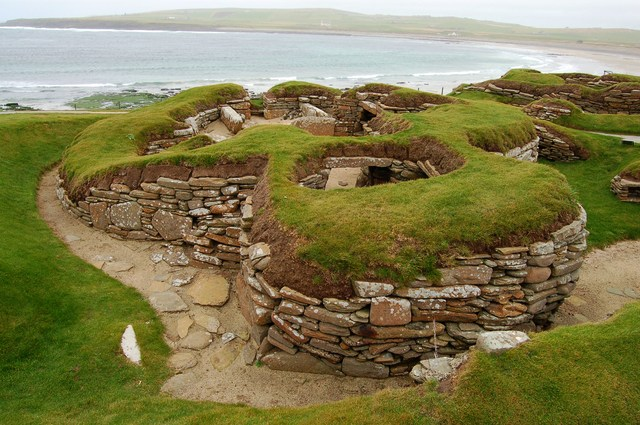
奥克尼斯卡拉布雷的新石器时代遗迹，柴尔德于1927－30年发掘

柴尔德在大学的工作，要求他负责一定的考古发掘工作，但有些发掘工作他并不想做，也做的不到位，自己和学生们也承认，但学生们同时也说他是“解释证据的天才”。他和许多当时的人不一样，在写作、发表成果时一丝不苟，几乎每年都会在《苏格兰古物学会论文集》发表一篇新报告，并向每一位提供帮助的发掘者致谢。
他最出名的一次发掘工作，是1928-1930年间在奥克尼发掘斯卡拉布雷新石器时代遗迹。此次工作发掘出了一座保存完好的新石器时代村庄，并在1931年出版了发掘报告《斯卡拉布雷》（Skara Brae），但柴尔德错误地把遗址年代划为铁器时代。发掘期间，柴尔德与当地人相处融洽；在当地人看来，他则是那种外貌、举止都颇为诡异的“不折不扣的教授”。1932年，柴尔德与人类学家达里尔·福德合作，在伯立克郡海岸的恩斯休（Earn's Hugh）发掘了两座铁器时代的丘堡；1935年6月，他又在北爱尔兰诺克斯凯（Knocksoghey）附近的拉里班（Larriban）发掘了一座岬堡。柴尔德与另一个苏格兰古物学会的同事华莱士·霍尼戈夫（Wallace Thorneycroft）一起，1933-34年在苏格兰安格斯菲纳文、1936-37年在阿盖尔郡拉霍伊（Rahoy），发掘了两座玻璃化的铁器时代堡垒。1938年，他和沃尔特·格兰特（Walter Grant）主持了临洋新石器时代聚落的发掘；他们的调查在二战期间停止了，于1946年恢复。

#### 著书
在爱丁堡大学柴尔德继续写作、出版考古学著作，继续《欧洲文明的曙光》和《雅利安人》的工作，编译整合整个欧洲的资料。先是《远古东方》（1928年），结合了美索不达米亚和印度的资料，为了解农业和其他技术向欧洲的传播奠定了基础；之后，《史前时代的多瑙河》（1929年）一书，继续探讨了多瑙河流域的考古学，认为它是将近东和欧洲分开的天然边界，认为新技术是通过多瑙河向西传播的。虽然柴尔德在他早期著作中就运用了文化-历史的方法，但《多瑙河》一书中，他第一次明确给出了考古学文化概念，彻底改变了英国考古学的方法。
《青铜时代》（1930年）讨论了欧洲青铜时代，书中更多的将马克思主义理论作为解释社会运作、变化原因的方法。他认为金属是最早的必不可少的商业产品，因此金属匠是专职工匠，依靠社会剩余生活。1933年，柴尔德前往亚洲旅游，他去了伊拉克，觉得是一个“非常有趣”的地方；他还去了印度，觉得“很可恨”，因为天气很热而且印度特别穷。游览了这两个国家的许多考古遗址后，他觉得7年前写的《远古东方》里很多东西都过时了，就又写了《关于远古东方的新线索》（1935年）一书，他在书中运用了他受马克思主义影响的经济思想。
《苏格兰史前史》（1935年）出版之后，柴尔德又出版了他学术生涯中的另一部经典著作：《人类创造了自身》（1936年）。受马克思主义历史观影响，柴尔德认为传统上的史前（前文字）和历史（文字）时期的二元划分是错误的，他认为人类历史是通过一系列的技术、经济和社会变革而推进的：新石器革命，狩猎采集者开始在永久农业社区定居；一直到城市革命，社会开始从小城镇变为大城市；再一直到近代，第一次工业革命改变了生产的性质。
二战爆发后，柴尔德不能继续在欧洲旅行，于是就专心写下了《不列颠群岛的史前社会》（1940年）。柴尔德对战争的结果感到悲观，认为“欧洲文明，无论是资本主义还是斯大林主义，都会不可避免地走向黑暗时代”。在这种心态下，他出版了《人类创造了自身》 的续集：《历史发生了什么》（1942年），概述了人类从旧石器时代一直到羅馬帝國衰亡的历史。虽然牛津大学出版社提出要出版这部著作，但他还是让企鹅出版集团出版了，因为他想让这本书低廉一些，他觉得这更有利于知识普及。之后他又写了两篇较短的作品：《进步和考古学》（1944年）和《工具发展小史》（1944年），后面这本是写给青年共产主义联盟的马克思主义作品。

### 伦敦大学考古研究所：1946年－1956年

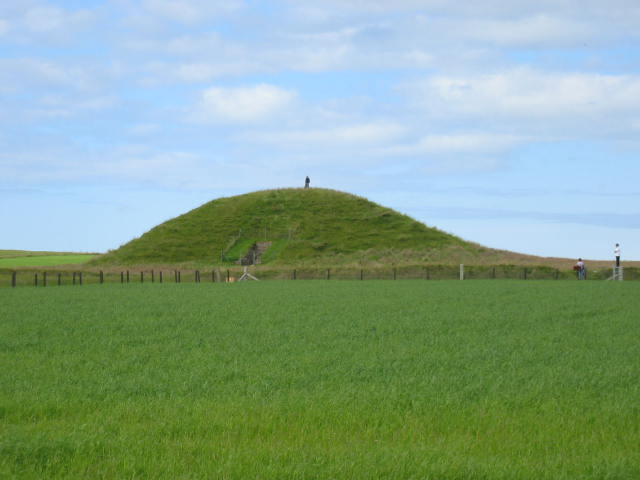
新石器时代奧克尼主島的梅肖韦古墓，1954–55年柴尔德发掘

1946年，柴尔德离开爱丁堡大学，前往伦敦大学考古研究所（IOA）担任所长和欧洲史前史教授。由于急着回首都，他对不赞成的政府政策保持了沉默，以免影响找工作。回伦敦后他住在汉普斯特德附近的伊索肯公寓楼。
研究所创立于1937年，主要由莫蒂默·惠勒创立，位于摄政公园内圆环里的圣约翰旅馆，但1946年以前一直都主要依靠志愿者讲座。柴尔德和保守的惠勒性格迥异，关系不好：惠勒十分外向，追求瞩目，是训练有素的管理员，对他人的缺点不宽容；但柴尔德缺乏管理技能，待人宽容。柴尔德在研究所的学生中很受欢迎，学生们认为他是和蔼的怪人，从玛乔丽·梅特兰·霍华德那给他订制了个半身像。但是他不是很擅长讲课，总是含含糊糊，讲课时总是去隔壁屋子找东西。提到东欧社会主义国家时，总喜欢讲全名来难为学生；提到城市时，也总讲它的斯拉夫语名字而不是大家更熟悉的英语名字。他更善于给出指导和研讨会，在这里他花了更多时间与学生互动。作为所长，柴尔德不需要负责发掘，不过他还是主持了奥克尼新石器时代的1951年阔伊内斯古墓和1954-55年梅肖韦古墓的发掘工作。
1949年，他和克劳福德退出了伦敦古物学会，以抗议詹姆斯·曼（伦敦塔军械库负责人）当选学会的会长，他们觉得惠勒作为一个专业的考古学家是更合适的人选。柴尔德加入了《过去与现在》（1952年，霍布斯鲍姆等马克思主义历史学家创立的期刊）编委会。50年代早期，他加入了《现代季刊》（后来的《馬克思主義季刊》）董事会，和他最好的朋友、牛津时的室友杜特一起工作。他偶尔也会给杜特的社会主义期刊《劳工月刊》写文章，但他们在匈牙利1956年革命上意见相左；杜特支持苏联武力镇压革命的做法，但柴尔德和大多数西方社会主义者一样，强烈反对这一做法。这一事件让柴尔德放弃了对苏联领导层的信仰，但并没有放弃社会主义和马克思主义。他多次到访苏联，保持了对苏联的热爱；他还加入了大不列颠共产党的卫星机构：苏联文化关系学会，并从1950年代初开始担任其国家历史和考古学部门主席，一直到去世。
鉴于对考古学的贡献，1956年4月，柴尔德获得了古物学会金奖章（Gold Medal of the Society of Antiquaries）。他多次受罗伯特·布雷德伍德、威廉·邓肯·斯特朗和莱斯利·怀特邀请前往美国讲座，但是由于他的马克思主义信仰，美国国务院禁止他入境美国。在研究所工作期间，柴尔德一直在撰写和出版考古学书籍。《历史学》（1947年）阐发了马克思主义历史观，并再次重申了柴尔德关于史前史和有文字记录的历史必须一贯看待的观点；《史前移民》（1950年）展现了他的适度传播论（moderate diffusion）观点；1946年，他在《西南人类学杂志》上发表了《考古学和人类学》一文，提出研究中应同时应用考古学和人类学方法，这一论断影响了他死后数十年。

### 退休和去世：1956年－1957年
1950年代，欧洲考古学迅速发展，专业化程度不断提高，这让以综合研究见长的柴尔德研究起来越来越困难。1956年夏天，柴尔德提前一年退休。同年，研究所搬到了布卢姆斯伯里的戈登广场，柴尔德想让他的继任者W·F·格莱姆斯在新的环境中重新开始。为了纪念他的成就，在他卸任的前一天，《史前学会学报》出版了一本纪念文集，由来自世界各地的他的朋友和同事编纂而成，让柴尔德大为感动。退休后，他告诉朋友，他计划返回澳大利亚探亲，然后自杀。他恐惧衰老，害怕成为社会负担，还怀疑自己得了癌症。后人认为，他自杀的一个核心原因，是匈牙利革命和赫魯曉夫谴责斯大林之后，对马克思主义失去了信心，不过布鲁斯·特里格反驳了这个解释，他注意到在柴尔德批评苏联外交政策时，他从来没有把国家和马克思主义视为同义词。

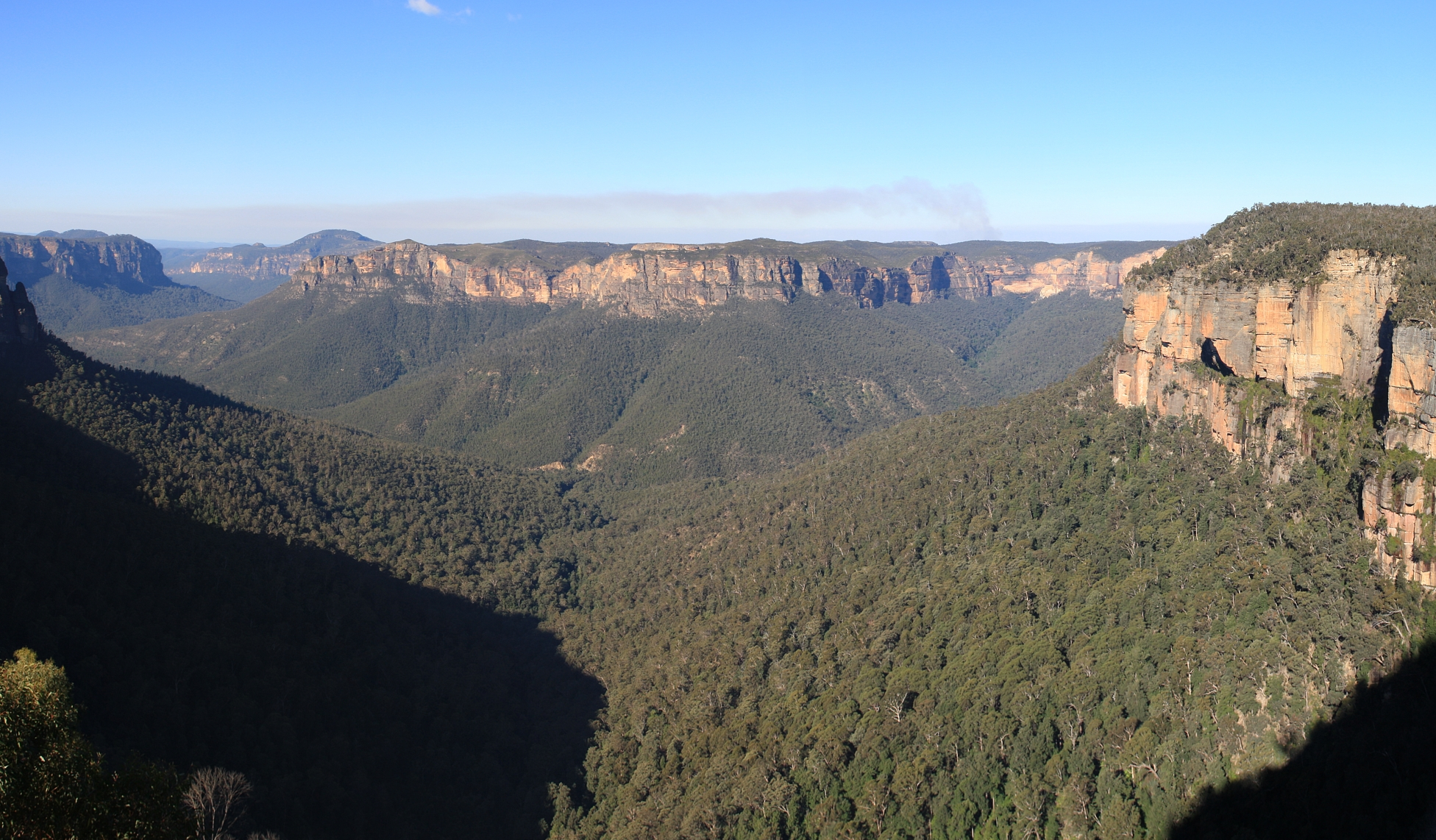
从柴尔德了却生命的戈维特断层（Govetts Leap）眺望格罗斯山谷。

柴尔德将自己的大部分图书和全部财产都捐赠给了研究所。1957年2月假期，他参观了直布罗陀和西班牙的考古遗址后，回到了澳大利亚，到悉尼时恰是他65岁生日，曾经开除他的悉尼大学授予了他荣誉学位。他花了六个月周游全国，走亲访友，但对澳大利亚的社会并没有留下深刻的印象，认为它是反动的，越来越郊区化，受教育程度很低。他在研究澳大利亚史前史时，发现这个领域大有可为，于是就向考古学和左派团体讲授了这些主题，还通过电台批评了对原住民的学术种族主义。
柴尔德给很多人都写过信，其中有一封是给格莱姆斯的，并交代他1968年再打开。信中描述了他对衰老的恐惧，希望自己了却生命的想法：“生命在快乐而坚强时结束是最好的。”1957年10月19日，柴尔德来到了布莱克希思 (新南威尔士州)蓝山，这是他长大的地方。他爬上戈维特断层，把帽子、眼镜、指南针、烟斗和常穿的麦金托什雨衣放在悬崖顶上，纵身跃下300米高的悬崖。死因裁判官裁定他死于意外，直到1980年代他写给格莱姆斯的信出版，才被认定是自杀。他的尸身在北郊火葬场火化，姓名被刻在火葬场纪念园的一个小小的家族匾牌上。他去世后，考古学界举行了“空前”规模的悼念活动，足见他是欧洲“最伟大的史前史学家和一个杰出的人”。

## 考古学理论
传记作家莎莉·格林（Sally Green）注意到，柴尔德的观念从不教条、一向独特，且在他的一生中不断变化。他把马克思主义、傳播論和结构功能主义结合起来，形成了自己的理论。进化考古学在19世纪的学界占统治地位，柴尔德批判了这种理论，认为进化考古学的拥趸者把研究重心放在了器物上，而不是制造器物的人上。像当时西欧、美国的大部分考古学家一样，柴尔德认为人类并不是天生就善于创造、容易改变；因此他认为，社会的变化是出自扩散、迁徙，而非自发产生或是通过文化演化。
在柴尔德的年代，大多数考古学家都坚持着丹麦古物学家C·J·汤姆森提出的三時代系統，基于进化年代学，将史前时代分为石器時代、青铜时代和铁器时代。但柴尔德强调，当代仍有许多在技术上仍然处于石器时代的社会。尽管如此，他仍把三時代系統和马克思主义框架结合起来，视为一个有用的分析社会经济发展的模型。因此，他采用技术标准把史前分为了三个时期，而采用经济标准把石器时代再细分为旧石器时代和新石器时代，摒弃了中石器時代的概念。私底下，他仿照恩格斯的框架，将历史上人类的各个社会分类为“蒙昧”、“野蛮”和“文明”。

### 文化-历史考古学
柴尔德在其学术生涯早期支持文化-历史考古学，后世学者将他看做这个概念的发明者和代表人物之一。文化-历史考古学围绕着人类学中“文化”的概念，是学科史上的一个重大转折点，此后考古学家不再局限于仅在时间上回溯过往，而是从空间、时间的角度综合性研究历史。波兰考古学家莱昂·科兹沃夫斯基与柴尔德关系密切，柴尔德很可能是通过他，间接地从德国语言学、考古学家科辛纳那里引入了“文化”的概念。然而崔格尔认为，柴尔德在使用这个基本概念时，并不了解科辛纳赋予它的种族主义内涵。
柴尔德在《欧洲文明的曙光》（1925年）、《雅利安人》（1926年）和《远古东方》（1928年）三部著作中，都清楚地表现出了对文化-历史模型的坚持。但在这几本书中他都没有给“文化”下定义，直到在《史前时代的多瑙河》（1929年）一书中，柴尔德才给了“文化”一个明确的考古学概念。在这本书中，他将“文化”定义为物质文化中的一组“规则、关联的特征”，如相似的“陶罐，工具，装饰品，葬礼，房屋形式”在一个特定区域反复出现。他指出，从这个角度看，“xx文化”在考古学上等同于“xx人”。不过，柴尔德对该术语的使用并不是种族主义的，他指出“xx人”是指一个社会团体，而不是一个生物种族，他反对像当时欧洲的民族主义者那样，将考古学文化与生物种族联系起来。他抨击纳粹利用了考古学，他认为犹太人不是一个独特的生物种族，而是一个社会文化群体。他在1935年指出，文化更像是一个“存活的功能性生物体”，并强调物质文化的潜在适应性；他的这些观点受到了人类学结构功能主义的影响。柴尔德相信，考古学家定义的“文化”是基于物质标准的主观选择，后世诸如伦福儒等考古学家广泛地采用了这种观点。
在他学术生涯后期，柴尔德放弃了文化-历史考古学。1940年代后期，他开始质疑“文化”一词作为一个考古学概念的使用，以至开始怀疑整个文化-历史考古学方法的正确性。麦克奈恩（McNairn）认为，这是由于各个社会科学都开始用“文化”指代所有习得的行为模式，不再拘泥于柴尔德所定义的物质文化。到了1940年代，柴尔德开始怀疑，一个特定的考古学组合，或者说“文化”，是否真的可以对应一个有其他共同特点（如使用同一种语言）的社会群体。到了1950年代，柴尔德认为，文化-历史考古学之于史前时期的史学家，就像政治-军事的方法之于历史时期的史学家。

### 马克思主义考古学
现在人们通常认为柴尔德属于马克思主义考古学家，是西方第一位在考古工作中运用马克思主义理论的考古学家。1929年苏联考古学家V·I·拉夫多尼卡斯发表一篇题为《关于苏维埃物质文化史》的文章，标志着马克思主义考古学在的苏联形成。拉夫多尼卡斯在报告中批评说，考古学本质上是一门中产阶级的学科，因此属于反社会主义阵营；他希望在斯大林统治的政府对学术界进行的改革中，采用社会主义、马克思主义的方法论指导考古学发展。1930年中叶，柴尔德第一次去苏联后，开始在自己的学术工作中直接引用马克思主义。
其实许多考古学家都受到了马克思主义社会政治思想的深刻影响。马克思主义是一种历史唯物主义的哲学，强调物质比意识更重要，一个时期的社会条件是当时的物质条件或生产方式的结果。因此，马克思主义的阐释会更加注重科技发展、变化的社会背景。马克思主义还强调学术的偏见，即每个学者都有他们自己深信不疑的信仰、对阶级的执念；因此马克思主义认为知识分子无法将自己的学术思考从政治动机中割裂开来。格林认为，柴尔德接受了马克思主义的历史模型，因为马克思主义观点提供了“对经济学、社会学、意识形态的结构性分析，以及经济推动文化发展的原则”；麦克奈恩注意到，马克思主义是“柴尔德思想的主要智力力量”；崔格尔也认为柴尔德“在情感上和理智上都”认同马克思的理论。
柴尔德称自己在诠释历史时采用马克思主义“是因为这方法行得通”；他也批评一部分马克思主义者在落实这一社会政治理论时过于教条。柴尔德的马克思主义总是与当时的马克思主义不同——他会选择性地参考黑格尔、马克思、恩格斯的著作原文，而不是透过后人对他们作品理解去感悟。麦克奈恩把柴尔德的马克思主义看作与“主流、正统”马克思主义不同的“个人理解”；崔格尔称他为“一个有创造力的马克思主义思想家”；加瑟科尔（Gathercole）则指出，虽然柴尔德“对马克思心怀感激”，但他“对马克思主义的态度有时很模棱两可”；马克思主义历史学家艾瑞克·霍布斯邦说柴尔德是“从我记事时起英国最为原汁原味的马克思主义者”。
柴尔德知道自己的马克思主义信仰可能会在冷战期间招来危险，所以在自己的写作中尽可能让马克思主义更亲和读者一些。在他的著作中，他很少直接引用马克思。他后半生发表的著作中，有的直白地引用了马克思的思想，有的则写得更隐晦些。但他的许多英国同事都没有认真对待他对马克思主义的坚持，认为那只是他为了博眼球的手段。
柴尔德受到苏联考古学的影响，但仍然批评它，批评苏维埃政府鼓励考古学家在分析数据前结论先行。他还批评苏联考古学粗糙的类型学方法。柴尔德支持适度的传播论，十分反对苏联考古学流行的“马尔主义”（格鲁吉亚哲学家尼古拉·马尔的理论，反对传播论，支持单线进化论）。在他看来，通过传播论来理解动植物驯化和观念的传播，是“不可能不是马克思主义”的。但柴尔德并没有公开发表这些对他苏联同行的批评，可能是为了不冒犯他的共产党朋友，或是为了不给右翼考古学家以口实。相反，他公开称赞了苏联的考古和遗产管理系统，并将其与英国进行了对比，因为它鼓励了考古学家之间的合作而不是竞争。1935、45、53和56年，他四次到访苏联，结识了众多苏联考古学家，但是在自杀不久前，他给苏联考古界写了一封信，称他对他们的方法论落后于西欧和北美感到十分失望。
其他的一些马克思主义者（如乔治·汤姆森和尼尔·福克纳），他们认为柴尔德的考古工作并不是真正的马克思主义，因为他没有用阶级斗争来解释社会变化，而这是马克思主义的一个核心思想。虽然阶级斗争不是柴尔德思考他的考古工作的一个因素，但他同意历史学家和考古学家通常会通过自己的阶级兴趣来解释过去，指出与他同时代的研究者的研究大都具有先天的资产阶级议程。柴尔德在方法论上没有采用辩证法，这使他进一步偏离了正统的马克思主义。他还不承认马克思主义有预测未来人类社会发展的能力，也不像大多数马克思主义者那样认为人类的社会进步会必然进入纯共产主义，反而认为社会可能会僵化或者直接灭亡。

### 新石器时代革命和城市革命
受马克思主义影响，柴尔德认为，社会曾在相对较短的一段时间内经历过大范围的变化，现代的工业革命就是一例。不过他的早期作品中并没有这个想法，《欧洲文明的曙光》等专著中，谈到社会变化时，他用的更多是“变迁”（transition）而不是“革命”（revolution）。1930年代之后的著作，像《关于远古东方的新线索》，他开始用“革命”一词来形容社会变化，尽管这些想法还没有完全成熟。这个时候，由于受到1917年俄国十月革命的影响，“革命”一词会使人们产生马克思主义色彩的联想。柴尔德在一次1935年的史前学会的主席致辞上介绍了他关于“革命”的概念。他将这一概念作为他对三時代系統的功能-经济的解释的一部分，他认为新石器时代始于“新石器革命”，青铜和铁器时代始于“城市革命”。1936年，他在《人类创造了自身》一书中把青铜和铁器时代的革命合二为一，称之为“城市革命”，大致可以对应到人类学家摩尔根“文明”的概念。
柴尔德认为，新石器时代革命是一个巨变时期，这时期的人们从狩猎采集向通过种植植物和驯化动物获得食物转变，使食物供应更充足，人口增长。他相信，城市革命很大程度上是因为青铜冶金的发展，在1950年的一篇论文里，他提出了他认为存在于最古老城市的10个特征：规模大于早期聚落；拥有专职工匠；剩余产品被集中起来供给神或国王；建有纪念性建筑；社会剩余产品分配不平等；文字发明；科学发展；自然主义艺术发展；贸易范围增大；国家组织依赖地缘而非血缘。柴尔德认为城市革命具有消极的一面，它导致了社会阶层进一步分化为不同阶级，导致了权力精英对大众的压迫。然而并不是所有的考古学家都认为柴尔德理解的人类社会发展的框架是一些列的变革性的“革命”，许多人认为“革命”一词具有误导性，因为农业和城市的发展是一个逐渐转变的过程。

### 对過程主義和后过程主义考古学的影响
在柴尔德去世后几十年里，英、美考古学界发展起了两个主要的理论：過程主義考古學和后过程主义考古学，而柴尔德对这两个理论都有贡献。过程考古学出现于1950年代晚期，提出了考古学应是人类学的分支的观点，致力于寻找人类社会发展的一般规律，认为考古学可以客观且确切地了解过去的信息；后过程考古学则出现于1970年代，反对考古学可以客观的了解过去的信息，认为一切阐释都有其主观性。
英国过程主义考古学家科林·伦福儒基于柴尔德“在史前经济和社会主题上的发展”，称他为“过程主义思想之父之一”，尼尔·福克纳也这么认为。崔格尔认为，柴尔德从两方面成为了过程主义思想的先导：一是强调社会发展中的变化，二是坚持严格的唯物的观点看待过去，而这两点都来自他的马克思主义观。尽管如此，大多数美国的过程考古学家对柴尔德的工作都不感兴趣，认为他是歷史特殊論者，与他们研究的人类社会行为的普遍规律不相关。按照马克思主义的思想，柴尔德认为这些普遍规律是不存在的，社会行为不是普世的，而是由不同的社会经济因素决定的。彼得·乌科（UCL考古研究所所长，柴尔德的继任者）强调，柴尔德承认考古学解释的主觀性，而过程考古学家们坚持认为考古解释可以是完全客观的，这是截然相反的。也基于此，崔格尔把柴尔德看做“最早的后过程主义学家”。

## 个人生活

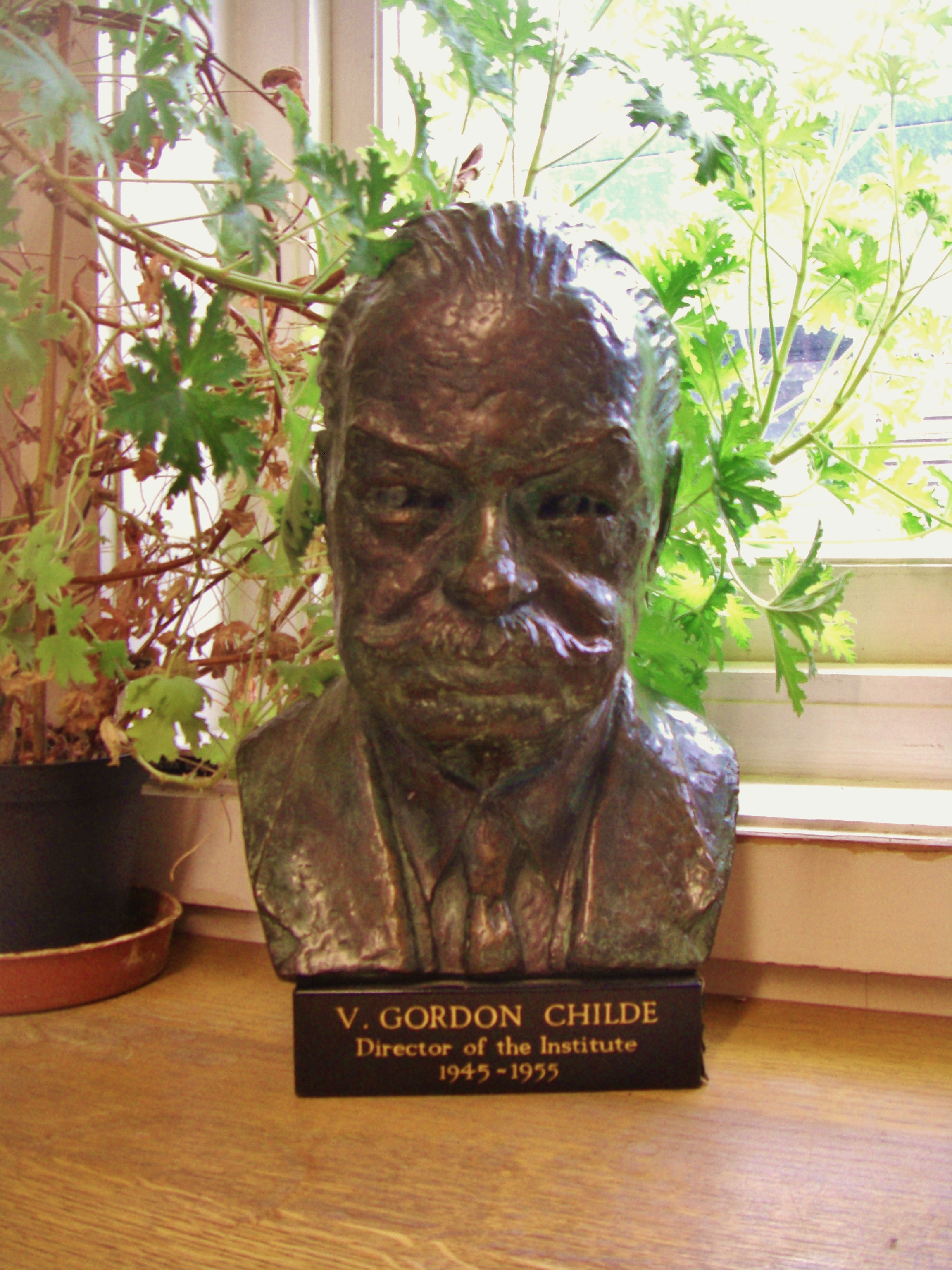
Marjorie Maitland Howard制作的柴尔德的半身铜像，1958年起一直保留在考古研究所。柴尔德觉得这个长得像尼安德特人。

撰写柴尔德传记的作家莎莉·格林发现，没有证据表明柴尔德正式谈过恋爱，但也没有证据表明他是同性恋；但格林的学生唐·布罗斯威尔却认为他是同性戀。柴尔德的男性、女性朋友都有很多，但他本人则“又难于相处又粗鲁，毫无礼节“。柴尔德尽管不善交际，但还是很喜欢和学生交流互动，经常邀请学生一起共进晚餐。他十分内向，经常将个人情感深藏不露。布罗斯威尔认为这些个性特点可能意味着柴尔德患有从未诊出的亞斯伯格症。
柴尔德相信，以史为鉴可知兴替，历史研究可指导人类在现在和未来的行为原则。他的極左思想人尽皆知，本科时就是个社会主义者。他加入过一些左翼团体的委员会，虽然他会避免在共产党内部参与马克思主义的思想争论，并且除了《工党是如何执政的》一书，没有出版任何非考古学著作。因此，许多他的政治观点，只能通过他在个人信件中的评论，才能找到一些蛛丝马迹。伦福儒注意到，柴尔德在面对社会问题上思想开放，但尽管如此，虽然柴尔德谴责种族主义，但他还是不能完全避免19世纪普遍认为不同人种有明显差异的时代局限性。崔格尔也相似地在一些柴尔德的文化历史写作中观察到种族主义元素，包括认为北歐人種具有“体质优越性”，虽然柴尔德之后否定了这些观点。在一封柴尔德写给考古学家克里斯托弗·霍克斯的个人信件中，他表达了反犹的思想。
柴尔德是一个无神论者和宗教批评者，他将宗教视为一种基于迷信的虛假意識，为统治阶级的经营的利益服务。在《历史学》（1947年）一书中他评论道：“魔法使人相信自己能得到所需要的东西；而宗教使人相信自己应该需要所得到的东西。”不过他还是认为基督教比他认为的原始宗教要更高级，称“基督教是爱的宗教，它比其他宗教都更鼓励人向上。”在一封1930年代的信件中他写道：“我只在感到极为生气时才会去中伤人们的宗教信念”。
柴尔德喜欢开车，享受从中得到的那种“力量的感觉”。他经常和别人讲他是如何在凌晨三点纯粹为了爽而在伦敦皮卡迪利街飙车却被警察逼停的故事。他喜欢开玩笑，据说口袋里经常放半便士来戏弄扒手。一次，他在史前学会（Prehistoric Society）的一次会议上开玩笑，讲新石器时代的巨木陣可能是一位暴发户酋长模仿巨石阵建的，但笑话太冷，有的听众并没有听懂他的这个一本正经地胡说八道。柴尔德会讲多种欧洲语言，是早年间周游欧洲大陆的时候自学的。
柴尔德还喜欢在英国的山坡上散步，听古典音乐会，打橋牌。他还爱好诗歌，他最喜欢的诗人是约翰·济慈，但最喜欢的诗是威廉·华兹华斯的《责任颂》和羅勃特·白朗寧的《一個文法學家的葬禮》。他不特别喜欢看小说，不过他最喜欢大卫·劳伦斯的《袋鼠》（1923年），反映了很多柴尔德自己对澳大利亚的感受。他喜欢美食，常去餐馆。他不修边幅，着装随意，常戴着他在中伦敦傑明街买的宽边黑帽子，打一条领带，通常是红色的，来象征他的社会主义信念；有时会穿一件黑色麦金托什雨衣，通常是搭在胳膊上，或者像披风一样搭在肩膀上。夏季，他经常穿短裤搭袜子、带袜吊和一双大靴子。

## 遗产和影响
柴尔德去世时，他的同事斯图尔特·皮格特（Stuart Piggott）赞称他是“英国乃至世界最伟大的史前史学家”；美国考古学家兰德尔·麦奎尔评价他“大概是二十世纪最知名的、被引用次数最多的考古学家”，布鲁斯·崔格尔（Bruce Trigger）同样这么认为；芭芭拉·麦克奈恩（Barbara McNairn）称他是“学科内最杰出和最具影响力的人物之一”；英国考古学家安德鲁·谢拉特则称柴尔德在考古学史中具有“关键历史地位”，“无论哪种意义上，柴尔德都称得上著述等身”。学术生涯中，柴尔德出版了20余本书，约240篇学术论文。另一位英国考古学家布莱恩·法根称柴尔德的书“简单易懂、文采飞扬”，是“1930-60年代考古学界的加农炮”。到1956年，他的著作已经被译为中文、捷克文、荷兰文、法文、德文、印地文、匈牙利文、意大利文、日文、波兰文、俄文、西班牙文、瑞典文和土耳其文，是历史上被翻译最多的澳大利亚作家。南非考古学家戴维·刘易斯-威廉姆斯和大卫·皮尔斯（David Pearce）认为，柴尔德可能是历史上被人撰写过最多的考古学家，并且认为对于这个学科的学者而言，他的书至今（2005年）仍然是必读。
人们尊称柴尔德为“集大成者”，主要是因为，在其他考古学家还在只关注个别地区的遗址和事件时，柴尔德就已经把欧洲和近东的史前史进行综合研究了。但他去世后，随着放射性碳定年法的发明，他的研究框架被大幅地修正了，解释也已经被大部分抛弃了，许多关于新石器和青铜时代欧洲的解释被证明是错误的。但柴尔德认为自己对考古学的主要贡献在于解释框架，艾莉森·拉维兹（Alison Ravetz）和彼得·加瑟科尔（Peter Gathercole）也这样认为。谢拉特写道：“在他的解释中，最具深远价值的，是他详尽的写作水准，关注所描写物质的图像的识别。这些图像现在已经成为了史前欧洲研究的经典问题，尽管他对它们的解释现在看来已经不合适了。”柴尔德的理论工作，在其一生中乃至死后的数十年，很大程度上被忽略了，直在1990年代末和2000年代初才重新得到重视。柴尔德的理论在拉丁美洲最为人所知，在整个20世纪后期，马克思主义一直是考古学家们关注的核心理论潮流。
尽管柴尔德在全球都很有影响力，但他的工作在美国却鲜为人知，他关于欧洲史前史的著作从未广为人知。结果就是，在美国他被错误地认为是近东专家，并和斯图尔德、怀特一起被认为是新进化论的创始人，尽管他的方法比他们的“更精妙”。斯图尔德一再在其著作中错误地称柴尔德是单线性进化论者，这也许是试图将自己的“多线”进化论方法与马克思和恩格斯的思想区分开来的一种表现。崔格尔认为，与美国的这种忽视和失实陈述形成对比的是，恰恰是一个美国考古学家：小罗伯特·麦考密克·亚当斯，最大程度的追随和发展了柴尔德“最具创新的思想”。1940年代，还有一小批美国的考古学家和人类学家追随柴尔德，希望将唯物论和马克思主义的思想带到研究中，而当时博厄斯的特殊论在该学科中占主导地位多年。柴尔德还出现在了2008年的美国大片《夺宝奇兵4》中。

### 学术会议和出版物
在柴尔德去世后，出版了一系列研究他对考古学的影响的著作。1980年，布鲁斯·崔格尔的《戈登·柴尔德：考古学革命》出版，研究柴尔德的考古学思想延伸出来的影响；同年芭芭拉·麦克奈恩的《戈登·柴尔德的方法和理论》问世，研究了他的考古学理论和方法论。次年，莎莉·格林出版《史前考古学家：戈登·柴尔德传》，书中她称他为“二十世纪欧洲史前史最杰出、最有影响力的学者”。彼得·加瑟科尔认为崔格尔、麦克奈恩和格林的工作“极其重要”；鲁思·特灵厄姆（Ruth Tringham）认为这都是“让我们更好的认识柴尔德”运动的一部分。
1986年7月，墨西哥城开展了纪念柴尔德《人类创造了自身》出版50周年的座谈会。1990年9月，昆士兰大学的澳大利亚研究中心在布里斯班纪念了柴尔德百年诞辰，讲座研究了他的学术工作和社会主义工作。1992年5月，伦敦UCL考古学院和史前学会（Prehistoric Society）共同举办了纪念柴尔德诞辰一百周年的会议，这两个机构都是他生前所领导过的。会议论文集由该研究所所长大卫·哈里斯编辑，1994年出版，题为《戈登·柴尔德的考古学：当代观点》。哈里斯说，这本书旨在“证明柴尔德思想的活力，学术研究的广度和深度，以及他的工作与考古学当代问题的持续联系”。1995年，加瑟尔科尔等人主编的另一个会议集出版，题为：《柴尔德和澳大利亚：考古学，政治与思想》。在之后的几年中，关于柴尔德的主题出现了更多的论文，着眼于他的个人信件和最后的安息之地。

## 著作
| 题目 | 出版年代             | 出版社                                                                |
| --- | -------------------- | --------------------------------------------------------------------- |
| How Labour Governs: A Study of Workers' Representation in Australia 工党是如何执政的：澳大利亚工人代表制研究           | 1923                 | The Labour Publishing Company (London)                                |
| The Dawn of European Civilization 欧洲文明的曙光                                                                       | 1925                 | Kegan Paul (London)                                                   |
| The Aryans: A Study of Indo-European Origins 雅利安人：关于印欧人起源的研究                                            | 1926                 | Kegan Paul (London)                                                   |
| The Most Ancient East: The Oriental Prelude to European Prehistory远古东方：欧洲史前史的序幕                           | 1929                 | Kegan Paul (London)                                                   |
| The Danube in Prehistory 史前时代的多瑙河                                                                              | 1929                 | Oxford University Press (Oxford)                                      |
| The Bronze Age 青铜时代                                                                                                | 1930                 | Cambridge University Press (Cambridge)                                |
| Skara Brae: A Pictish Village in Orkney 斯卡拉布雷：奥克尼的一个小村庄                                                 | 1931                 | Kegan Paul (London)                                                   |
| The Forest Cultures of Northern Europe: A Study in Evolution and Diffusion北欧的森林文化：关于进化和传播的研究         | 1931                 | Royal Anthropological Institute of Great Britain and Ireland (London) |
| The Continental Affinities of British Neolithic Pottery不列颠新石器时代陶器的大陆亲缘关系                              | 1932                 | Royal Anthropological Institute of Great Britain and Ireland (London) |
| New Light on the Most Ancient East: The Oriental Prelude to European Prehistory 关于远古东方的新线索：欧洲史前史的序幕 | 1935                 | Kegal Paul (London)                                                   |
| The Prehistory of Scotland 苏格兰史前史                                                                                | 1935                 | Kegan Paul (London)                                                   |
| Man Makes Himself 远古文化史/人类创造了自身                                                                            | 1936，1941年略有修改 | Watts (London)                                                        |
| Prehistoric Communities of the British Isles 不列颠群岛的史前社会                                                      | 1940，1947年第二版   | Chambers (London)                                                     |
| What Happened in History 历史发生了什么                                                                                | 1942                 | Penguin Books (Harmondsworth)                                         |
| The Story of Tools 工具发展小史                                                                                        | 1944                 | Cobbett (London)                                                      |
| Progress and Archaeology 进步和考古学                                                                                  | 1944                 | Watts (London)                                                        |
| History 历史学 | 1947                 | Cobbett (London)                                                      |
| Social Worlds of Knowledge 知识的社会世界                                                                              | 1949                 | Oxford University Press (London)                                      |
| Prehistoric Migrations in Europe 欧洲的史前移民                                                                        | 1950                 | Aschehaug (Oslo)                                                      |
| Magic, Craftsmanship and Science 魔法，手工与科学                                                                      | 1950                 | Liverpool University Press (Liverpool)                                |
| Social Evolution 社会演化                                                                                              | 1951                 | Schuman (New York)                                                    |
| Illustrated Guide to Ancient Monuments: Vol. VI Scotland 古代古迹插图指南：卷5 苏格兰                                  | 1952                 | Her Majesty's Stationery Office (London)                              |
| Society and Knowledge: The Growth of Human Traditions 社会和知识：人类传统的成长                                       | 1956                 | Harper (New York)                                                     |
| Piecing Together the Past: The Interpretation of Archeological Data 历史的重建:考古材料的阐释                          | 1956                 | Routledge and Kegan Paul (London)                                     |
| A Short Introduction to Archaeology 考古学导论                                                                         | 1956                 | Muller (London)                                                       |
| The Prehistory of European Society 欧洲史前社会                                                                        | 1958                 | Penguin (Harmondsworth)                                               |

柴氏的著作被翻译成各种语言版本。汉语译著最早是在1951年由群联出版社引进，翻译了《远古文化史》和《工具发展小史》；2008年，上海三联书店又引进了5部柴尔德的作品：《欧洲文明的曙光》、《人类创造了自身》、《历史发生了什么》、《历史的重建:考古材料的阐释》、《考古学导论》，其中《人类创造了自身》是《远古文化史》的重译译名。

### 书目
- Allen, Jim. . Labour History. 1967, 12 (12): 52–59. JSTOR 27507861. doi:10.2307/27507861.
- Barton, Huw. . Antiquity. 2000, 74: 769–770. doi:10.1017/S0003598X00060361.
- Beilharz, Peter. . Labour History. 1991, 60 (60): 108–112. JSTOR 27509051. doi:10.2307/27509051.
- Brothwell, Don.  12. 2009: 193–202. doi:10.1177/1461957109339688. |journal=被忽略 (帮助)
- Champion, Timothy. . European Journal of Archaeology. 2009, 12: 11–33. doi:10.1177/1461957109339689.
- Childe, V. Gordon. . Journal of the Royal Anthropological Institute. 1923, 53: 263–288. JSTOR 2843571. doi:10.2307/2843571.
- ———. . Oxford: Clarendon Press. 1929.
- ———. . Harmondsworth and New York: Penguin Books Ltd. 1942.
- ———. . London: Cobbett Press. 1947. OCLC 613254303.
- ———. . The Town Planning Review. 1950, 21 (1): 3–17. JSTOR 40102108. doi:10.3828/tpr.21.1.k853061t614q42qh.
- ———.  32. 1958: 69–74. doi:10.1017/S0003598X0003845X. |journal=被忽略 (帮助)
- ———. . Melbourne: Melbourne University Press. 1964 [1923].
- ———. . Antiquity. 1979, 53: 93–95 [1949]. doi:10.1017/S0003598X00042265.
- Díaz-Andreu, Margarita. . European Journal of Archaeology. 2009, 12: 91–122. doi:10.1177/1461957109339693.
- Evans, Raymond. Peter Gathercole, T. H. Irving, and Gregory Melleuish (eds.) , 编. . St Lucia: University of Queensland Press: 1–26. 1995. ISBN 978-0-7022-2613-7. |chapter=被忽略 (帮助)
- Faulkner, Neil.  116. 2007: 81–106. （原始内容存档于2014-07-09）. |journal=被忽略 (帮助)
- Fagan, Brian. . Boulder, CO: Westview Press. 2001. ISBN 978-0-8133-3602-2.
- Flannery, Kent V. David R. Harris (ed.) , 编. . London: UCL Press: 101–119. 1994. ISBN 978-1-85728-220-7. |chapter=被忽略 (帮助)
- Gathercole, Peter. . World Archaeology. 1971, 3 (2): 225–232. JSTOR 124074. doi:10.1080/00438243.1969.9979503.
- ———. Peter Gathercole, T. H. Irving, and Gregory Melleuish (eds.) , 编. . St Lucia: University of Queensland Press: 95–107. 1995. ISBN 978-0-7022-2613-7. |chapter=被忽略 (帮助)
- ———. . European Journal of Archaeology. 2009, 12: 181–191. doi:10.1177/1461957109339695.
- Gathercole, Peter; Irving, T. H.; Melleuish, Gregory (eds.). . St Lucia: University of Queensland Press. 1995. ISBN 978-0-7022-2613-7.
- Green, Sally. . Bradford-on-Avon, Wiltshire: Moonraker Press. 1981. ISBN 978-0-2390-0206-8.
- Greene, Kevin. . Antiquity. 1999, 73: 97–109. doi:10.1017/S0003598X00087871.
- David R. Harris (ed.) (编). . London: UCL Press. 1994. ISBN 978-1-8572-8220-7.
- ———. David R. Harris (ed.) , 编. . London: UCL Press: vii–ix. 1994. ISBN 978-1-85728-220-7. |chapter=被忽略 (帮助)
- ———. David R. Harris (ed.) , 编. . London: UCL Press: 1–7. 1994. ISBN 978-1-85728-220-7. |chapter=被忽略 (帮助)
- Hauser, Kitty. . London: Granta. 2008. ISBN 978-18470-8077-6.
- Hobsbawm, Eric. . Making History (London: The Institute of Historical Research). June 2008  [4 February 2018]. （原始内容存档于2017-11-11）.
- Irving, T.H. Peter Gathercole, T. H. Irving, and Gregory Melleuish (eds.) , 编. . St Lucia: University of Queensland Press: 82–94. 1995. ISBN 978-0-7022-2613-7. |chapter=被忽略 (帮助)
- Johnson, Matthew.  second. Malden and Oxford: Wiley-Blackwell. 2010. ISBN 978-1-4051-0015-1.
- Klein, Leo S. David R. Harris (ed.) , 编. . London: UCL Press: 75–93. 1994. ISBN 978-1-8572-8220-7. |chapter=被忽略 (帮助)
- Lewis-Williams, David; Pearce, David. . London: Thames and Hudson. 2005. ISBN 978-05000-5138-2.
- Maddock, Kenneth. Peter Gathercole, T. H. Irving, and Gregory Melleuish (eds.) , 编. . St Lucia: University of Queensland Press: 107–117. 1995. ISBN 978-0-7022-2613-7. |chapter=被忽略 (帮助)
- McGuire, Randall G. . San Diego: Academic Press. 1992. ISBN 978-0124840782.
- McNairn, Barbara. . Edinburgh: Edinburgh University. 1980. ISBN 978-08522-4389-3.
- Mulvaney, John. David R. Harris (ed.) , 编. . London: UCL Press: 55–73. 1994. ISBN 978-1-8572-8220-7. |chapter=被忽略 (帮助)
- Pearce, William J. . Journal of Anthropological Research. 1988, 44: 417–433. JSTOR 3630507.
- ———. Peter Gathercole, T. H. Irving, and Gregory Melleuish (eds.) , 编. . St Lucia: University of Queensland Press: 128–145. 1995. ISBN 978-0-7022-2613-7. |chapter=被忽略 (帮助)
- Playford, J. D. . Labour History (Australian Society for the Study of Labour History). 1963, (5): 57–59. JSTOR 27507733. doi:10.2307/27507733.
- Pye, Elizabeth. . Archaeology International. 2015, 18: 131–133. doi:10.5334/ai.1817.
- Renfrew, Colin. David R. Harris (ed.) , 编. . London: UCL Press: 121–133. 1994. ISBN 978-1-8572-8220-7. |chapter=被忽略 (帮助)
- Richards, Colin. Peter Gathercole, T. H. Irving, and Gregory Melleuish (eds.) , 编. . St Lucia: University of Queensland Press: 118–127. 1995. ISBN 978-0-7022-2613-7. |chapter=被忽略 (帮助)
- Rose, Mark. . Archaeology Magazine. 20 May 2008. （原始内容存档于8 November 2013）.
- Rowlands, Michael. David R. Harris (ed.) , 编. . London: UCL Press: 35–54. 1994. ISBN 978-1-8572-8220-7. |chapter=被忽略 (帮助)
- Sherratt, Andrew. . Past & Present. 1989, 125: 151–185. JSTOR 650864. doi:10.1093/past/125.1.151.
- ———. . Australian Archaeology. 1990, 30: 3–13. JSTOR 40286976. doi:10.1080/03122417.1990.11681358.
- Stevenson, Alice.  85. 2011: 1454–1462. doi:10.1017/S0003598X00062189. |journal=被忽略 (帮助)
- Stout, Adam. . Malden and Oxford: Blackwell. 2008. ISBN 978-1-4051-5505-2.
- Thomson, George. . The Modern Quarterly. 1949, 4: 266–269.
- Trigger, Bruce. . London: Thames & Hudson. 1980. ISBN 978-02310-5038-8.
- ———.  18. 1984: 1–16. JSTOR 40286871. |journal=被忽略 (帮助)
- ———. David R. Harris (ed.) , 编. . London: UCL Press: 9–34. 1994. ISBN 978-1-8572-8220-7. |chapter=被忽略 (帮助)
- ———.  second. New York: Cambridge University Press. 2007. ISBN 978-0521600491.
- Tringham, Ruth. . Journal of Field Archaeology. 1983, 10 (1): 85–100. JSTOR 529750. doi:10.1179/009346983791504381.
- Ucko, Peter. Peter Gathercole and David Lowenthal , 编. . London: Unwin Hyman: ix–xxi. 1990. ISBN 978-04150-9554-9. |chapter=被忽略 (帮助)
- 何传坤、陈淳 译, 布鲁斯·G.特里格. . 北京: 中国人民大学出版社. 2020. ISBN 9787300240084.
- 李宁利 译, 柴尔德. . 北京: 生活·读书·新知三联书店. 2012. ISBN 978-7-5426-3847-2.
- 苗倩. . 上海师范大学. 2012.
- 莫慧旋. . 文物世界. 2003, 2: 74–76.

## 拓展阅读
- Coningham, Robin; Manuel, Mark.  (PDF). European Journal of Archaeology. 2009, 12: 167–180  [2018-10-10]. doi:10.1177/1461957109339691. （原始内容存档 (PDF)于2017-09-22）.
- Goody, Jack. . Comparative Studies in Society and History. 2006, 48 (3): 508–519. JSTOR 3879435. doi:10.1017/s0010417506000211.
- Harris, David. . European Journal of Archaeology. 2009, 12: 123–144. doi:10.1177/1461957109339697.
- László, Attila. . European Journal of Archaeology. 2009, 12: 35–46. doi:10.1177/1461957109339700.
- Ralston, Ian. . European Journal of Archaeology. 2009, 12: 47–90. doi:10.1177/1461957109339702.
- Smith, Michael E.  80. 2009: 3–29. |journal=被忽略 (帮助)